# Heytesbury
Heytesbury est une paroisse civile et un village du Wiltshire, en Angleterre.